# Dedica Festival
Dedica Festival è una manifestazione letteraria a carattere monografico che si tiene annualmente durante il mese di marzo a Pordenone, in Friuli-Venezia Giulia.
Il Festival è costruito attorno a una sola personalità della cultura non per intenti celebrativi, ma con il dichiarato obiettivo di approfondirne il percorso artistico attraverso vari mezzi espressivi: conversazioni, presentazioni di libri, teatro, musica, conferenze, mostre, cinema.
Ogni anno allo scrittore ospite della manifestazione sono "dedicati" otto giorni durante i quali le sue opere vengono presentate, discusse con il pubblico e rappresentate in forma teatrale.
Ospiti di Dedica Festival sono stati Premi Nobel e prestigiosi nomi del panorama letterario nazionale e internazionale. 

## Storia
Intorno alla metà degli anni novanta l'attività teatrale a Pordenone è piuttosto vivace, ma ancora molto legata alla tradizione.
Per superare questa impasse nasce Dedica, una rassegna dalla linea culturale innovativa in quanto propone compagnie o registi che nella loro attività utilizzano linguaggi e forme teatrali più attuali.
La prima edizione della manifestazione (1995) è dedicata alla compagnia Laboratorio Teatro Settimo; la seconda (1996) al regista Cesare Lievi; poi, con l'edizione del 1997, che porta in scena “I Magazzini”, il festival torna a puntare su una compagnia teatrale.
Successivamente Dedica opterà per la letteratura, presentando figure di spicco sia nazionali (Claudio Magris, Dacia Maraini, Antonio Tabucchi) sia internazionali (Moni Ovadia, Amin Maalouf, Vasilīs Vasilikos, Assia Djebar, Paco Ignacio Taibo II, Anita Desai, Amos Oz, Nadine Gordimer, Paul Auster, Hans Magnus Enzensberger, Cees Nooteboom, Wole Soyinka, Javier Cercas, Tahar Ben Jelloun, Luis Sepúlveda, Yasmina Khadra, Björn Larsson, Atiq Rahimi, Gioconda Belli, Hisham Matar, Paolo Rumiz, Mathias Énard): tutte personalità in grado di offrire stimoli significativi attraverso la lettura delle loro opere, l'ascolto del loro dire, la visione del cinema tratto da loro scritti, la proposta di musiche che si riferiscono alla loro terra d'origine.
Dedica Festival, nato per iniziativa dell'Associazione Provinciale per la Prosa, dopo la costituzione di una nuova associazione culturale, “Thesis”, è passato sotto la gestione di questo sodalizio.

## Dedicatari
- 1995: Laboratorio Teatro Settimo
- 1996: Cesare Lievi
- 1997: Compagnia Teatrale I Magazzini
- 1998: Moni Ovadia
- 1999: Claudio Magris
- 2000: Dacia Maraini
- 2001: Antonio Tabucchi
- 2002: Amin Maalouf
- 2003: Vasilīs Vasilikos
- 2004: Assia Djebar
- 2005: Paco Ignacio Taibo II
- 2006: Anita Desai
- 2007: Amos Oz
- 2008: Nadine Gordimer
- 2009: Paul Auster
- 2010: Hans Magnus Enzensberger
- 2011: Cees Nooteboom
- 2012: Wole Soyinka
- 2013: Javier Cercas
- 2014: Tahar Ben Jelloun
- 2015: Luis Sepúlveda
- 2016: Yasmina Khadra
- 2017: Björn Larsson
- 2018: Atiq Rahimi
- 2019: Gioconda Belli
- 2020: Hisham Matar
- 2021: Paolo Rumiz
- 2022: Mathias Énard
- 2023: Maylis de Kerangal
- 2024: Arturo Pérez-Reverte
- 2025: Kader Abdolah

## Riconoscimenti
Dedica Festival è insignito della Medaglia d'Argento del Presidente della Repubblica Italiana.